# Riedelia subalpina
Riedelia subalpina är en enhjärtbladig växtart som beskrevs av Pieter van Royen. Riedelia subalpina ingår i släktet Riedelia och familjen Zingiberaceae. Inga underarter finns listade i Catalogue of Life.